# EX-381
La EX-381 es una carretera de titularidad de la Junta de Extremadura. Su categoría es local. La denominación oficial es EX-381, de Trujillo a Montánchez.

## Historia de la carretera
Es la antigua CC-800, transferida por el Estado en 1984, que fue renombrada en el cambio del catálogo de Carreteras de la Junta de Extremadura en el año 1997.

## Inicio
Tiene su origen en la carretera N-521, en Trujillo.

## Final
El final está en la CC-160, en la localidad de Montánchez.

## Trazado, localidades y carreteras enlazadas
La longitud real de la carretera es de 45.580 m, de los que la totalidad discurren en la provincia de Cáceres.
La carretera tiene una sección 6/6, es decir, dos carriles de 3 metros sin arcenes, entre los puntos kilométricos 0+000 (Trujillo) y 30+800 (intersección de Torre de Santa María), pasando a 7/9, es decir, dos carriles de 3,50 metros y dos arcenes de 1 metro, hasta el final de la misma. 
Su desarrollo es el siguiente:
| P. K.           | HITO                                                             |
| --------------- | ---------------------------------------------------------------- |
| 0+000           | Inicio: N-521 . (Trujillo)                                       |
| 0+000 - 0+740   | Travesía de Trujillo                                             |
| 4+170 - 4+210   | Puente sobre el río Magasca                                      |
| 7+080 - 7+120   | Puente sobre el arroyo Magasquilla                               |
| 9+230 - 9+250   | Puente sobre arroyo del Gamonal                                  |
| 9+450 - 10+270  | Travesía de La Cumbre                                            |
| 9+650           | Intersección CC-57.2 . (Santa Marta de Magasca)                  |
| 10+020          | Intersección camino a Ibahernando                                |
| 13+480 - 13+490 | Puente sobre río Gibranzos                                       |
| 15+270          | Intersección CC-27.3 (Plasenzuela)                               |
| 18+300 - 18+310 | Puente sobre arroyo Ruanejos                                     |
| 18+750 - 19+050 | Travesía de Ruanes                                               |
| 18+790          | Intersección CC-85 (Santa Ana) y CC-93 (Botija)                  |
| 22+440 - 23+000 | Travesía de Salvatierra de Santiago                              |
| 24+790 - 24+810 | Puente sobre el río Tamuja                                       |
| 26+110          | Intersección CC-96 (Zarza de Montánchez) y camino a Benquerencia |
| 30+800          | Intersección EX-206 . Glorieta                                   |
| 31+300 - 32+180 | Travesía de Torre de Santa María                                 |
| 35+780          | Intersección CC-69 (Albalá)                                      |
| 38+540          | Intersección EX-382 (Alcuéscar)                                  |
| 39+670 - 40+580 | Travesía de Montánchez                                           |
| 40+580          | Final: CC-160 . Montánchez                                       |

## Otros datos de interés
(IMD, estructuras singulares, tramos desdoblados, etc.).
La carretera presenta un ancho de calzada de 6 metros entre Trujillo y el cruce con la EX-206. Entre este cruce y Montánchez el ancho es de 9 metros.
Los datos sobre Intensidades Medias Diarias en el año 2006 son los siguientes:
| P. K.                         | IMD   | Ligeros | Pesados | % Pesados |
| ----------------------------- | ----- | ------- | ------- | --------- |
| 5+000 (Trujillo)              | 953   | 924     | 29      | 3,0       |
| 20+000 (Ruanes)               | 744   | 715     | 28      | 3,8       |
| 29+000 (Torre de Santa María) | 829   | 796     | 34      | 4,1       |
| 35+000                        | 1.332 | 1.276   | 56      | 4,2       |

## Evolución futura de la carretera
La carretera se encuentra acondicionada dentro de las actuaciones previstas en el Plan Regional de Carreteras de Extremadura.
El tramo entre Trujillo y el cruce con la EX-206 fue de los primeros en acondicionarse y su actual insuficiencia hace que sea necesario su ensanche y mejora de trazado a corto plazo.